# Osos de Monterrey
| Osos                                                             | Osos                                            |
| Gegründet 2016 Spielen in Monterrey, Nuevo León                  | Gegründet 2016 Spielen in Monterrey, Nuevo León |
| ---------------------------------------------------------------- | ----------------------------------------------- |
| \| \| \| \| \| \|                                                |                                                 |
| Teamfarben                                                       | Orange, Schwarz                                 |
| Liga                                                             |                                                 |
| - Liga de Fútbol Americano Profesional Division Nord (2017–2020) |                                                 |
| Personal                                                         |                                                 |
| Head Coach                                                       | Jorge Valdez                                    |
| Teamgeschichte                                                   |                                                 |
| Teamnamen                                                        | - 2017–2024 Fundidores - seit 2024 Osos         |
| Erfolge                                                          |                                                 |
| Meisterschaften (1) Tazón México 2022                            |                                                 |
| Play-off-Teilnahmen (4) 2019, 2022–2024                          |                                                 |
| Stadien                                                          |                                                 |
| Estadio Banorte (Kapazität 10.000)                               |                                                 |
|                                                                  |                                                 |
|                                                                  |                                                 |

Die Osos de Monterrey (Monterrey Bären) sind ein American-Football-Team aus der mexikanischen Stadt Monterrey, das in der Liga de Fútbol Americano Profesional (LFA) spielt. Das Team wurde im September 2016 unter dem Namen Fundidores de Monterrey (Monterrey Schmelzer) gegründet und startete mit den Dinos de Saltillo 2017 als erste Expansionsteams der LFA.
Die Fundidores setzten – allerdings nur für ein Spiel – 2017 mit Chad Johnson als erstes LFA-Team einen ehemaligen Spieler der US-amerikanischen National Football League ein. Die ersten Jahre blieben die Fundidores jedoch sportlich relativ erfolglos. Erst in der Saison 2022 gelang dem Team erstmals mehr Siege als Niederlagen in der regulären Saison. Damit landete man sogar auf Platz 1. In den anschließenden Playoffs setzte man sich durch und gewann schließlich den Tazón México V gegen die Gallos Negros mit 18:14. In den beiden folgenden Jahren beendete man die reguläre Saison jeweils auf Platz 5 und drang bis zum Playoff-Halbfinale vor.
Im Januar 2025 wurden die Fundidores von einer US-amerikanischen Investorengruppe unter Führung des früheren NFL-Profis Ryan Kalil und des ehemaligen NBA All-Star Blake Griffin für eine kolportierte Summe von etwa einer Million US-Dollar gekauft. Die Investoren benannten das Team in Osos um.

## Statistik
| Spielzeit | Head Coach                   | Reguläre Saison | Reguläre Saison | Reguläre Saison | Reguläre Saison | Reguläre Saison | Reguläre Saison | Reguläre Saison | Reguläre Saison | Postseason                                                                |
| Spielzeit | Head Coach                   | Division        | Platz           | Sp              | S               | N               | SQ              | P+              | P-              | Postseason                                                                |
| --------- | ---------------------------- | --------------- | --------------- | --------------- | --------------- | --------------- | --------------- | --------------- | --------------- | ------------------------------------------------------------------------- |
| 2017      | Leopoldo Treviño             | North           | 3.              | 7               | 2               | 5               | .286            | 112             | 146             | —                                                                         |
| 2018      | Israel González              | North           | 3.              | 7               | 2               | 5               | .286            | 172             | 189             | —                                                                         |
| 2019      | Israel González              | North           | 2.              | 8               | 3               | 5               | .375            | 134             | 133             | Niederlage Divisionsmeisterschaft (Raptors 47:53 OT)                      |
| 2020      | Carlos Strevel               | North           | 3.              | 5               | 3               | 2               | .600            | 077             | 081             | Saison abgebrochen                                                        |
| 2022      | Carlos Strevel               | –               | 1.              | 6               | 4               | 2               | .667            | 132             | 111             | Sieg Halbfinale (Raptors 30:27) Sieg Tazón México V (Gallos Negros 18:14) |
| 2023      | Carlos Strevel/ Jorge Valdez | –               | 5.              | 10              | 6               | 4               | .600            | 297             | 237             | Sieg Wild Card (Reds 17:10) Niederlage Halbfinale (Caudillos 34:20)       |
| 2024      | Jorge Valdez                 | –               | 5.              | 8               | 4               | 4               | .500            | 269             | 207             | Sieg Wild Card (Dinos 26:17) Niederlage Halbfinale (Caudillos 20:12)      |
| Summe     |                              |                 |                 | 51              | 24              | 27              | .462            | 1193            | 1104            | Vier Siege, drei Niederlagen                                              |